# Duodécima Noche
La Duodécima Noche  es un festival que se desarrolla en algunas ramas del cristianismo teniendo lugar en la última noche de los doce días de Navidad, marcando la llegada de la Epifanía.
Diferentes tradiciones —siendo las dos principales el cristianismo occidental y el cristianismo oriental— marcan la fecha de la Duodécima Noche, ya sea el 5 de enero o el 6 de enero e igualmente según el día que se considere el primero de los doce días: 25 o 26 de diciembre respectivamente.

## Fecha
Para el cristianismo occidental la duodécima noche se celebra el 6 de enero guiándose del calendario gregoriano, aunque oficialmente finaliza en la Fiesta del Bautismo de Jesús, para el cristianismo oriental la duodécima noche se celebra el 5 de enero guiándose del calendario juliano. En este último caso los orientales también conocen a la festividad como el Día XIII.
Bruce Forbes, uno de los líderes de la Iglesia metodista unida lo explica de la siguiente manera:

En 567, el Consejo de Tours proclamó que todo el período entre Navidad y Epifanía debería considerarse parte de la celebración, creando lo que se conoció como los doce días de Navidad, o lo que los ingleses llamaron «La Limpieza» . En el último de los doce días, llamado Duodécima noche, varias culturas desarrollaron una amplia gama de festividades especiales adicionales. La variación se extiende incluso a la cuestión de cómo contar los días. Si el día de Navidad es el primero de los doce días, entonces la Duodécima Noche sería el 5 de enero, la víspera de la Epifanía. Si el 26 de diciembre, el día después de Navidad, es el primer día, la noche de la Duodécima cae el 6 de enero, la noche de la Epifanía.

## Celebración

### Edad Media

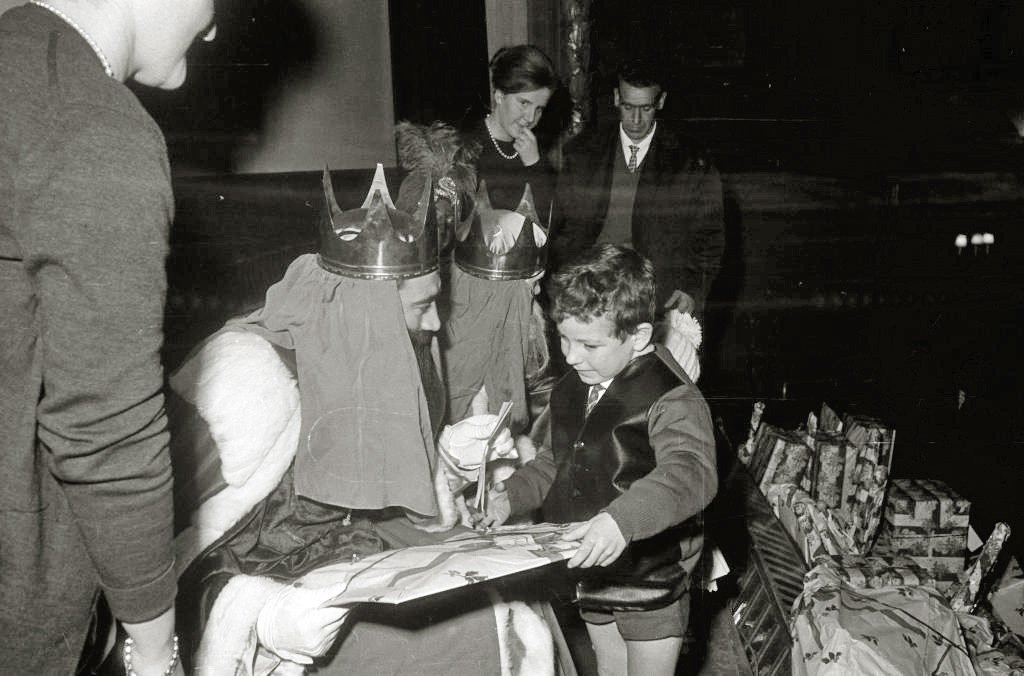
Celebración de la cabalgata de Reyes en San Sebastián, España (1965).

En la Inglaterra medieval durante la dinastía de los Tudor, la fiesta de la Candelaria marcaba el fin de la temporada navideña, tiempo más tarde se le ubicó al final de la temporada navideña en la Epifanía por lo que en la práctica todo dicho período desde la duodécima noche hasta la calendaria era una celebración a nivel de todo el sur de Gran Bretaña. Una tradición popular de la Duodécima Noche inglesa era tener un fréjol y un guisante escondidos dentro de un pastel; el hombre o la mujer que encontrará el guisante se convertía en rey o reina por una noche. Las celebraciones eran acompañadas por villancicos y comida en grandes proporciones.

### Edad Contemporánea
La comida y la bebida son el centro de las celebraciones en los tiempos modernos, en España, Andorra, Polonia, República Checa y México la Duodécima Noche se llama Cabalgata de Reyes Magos. En Países Bajos la fiesta por su fuerte secularización se volvió tan bulliciosa y estruendosa que las celebraciones públicas fueron prohibidas en la iglesia. En Francia preparan pasteles de frutas y chocolates por la ocasión. De manera general la fiesta marca el inicio de la llegada de los carnavales.

## Literatura

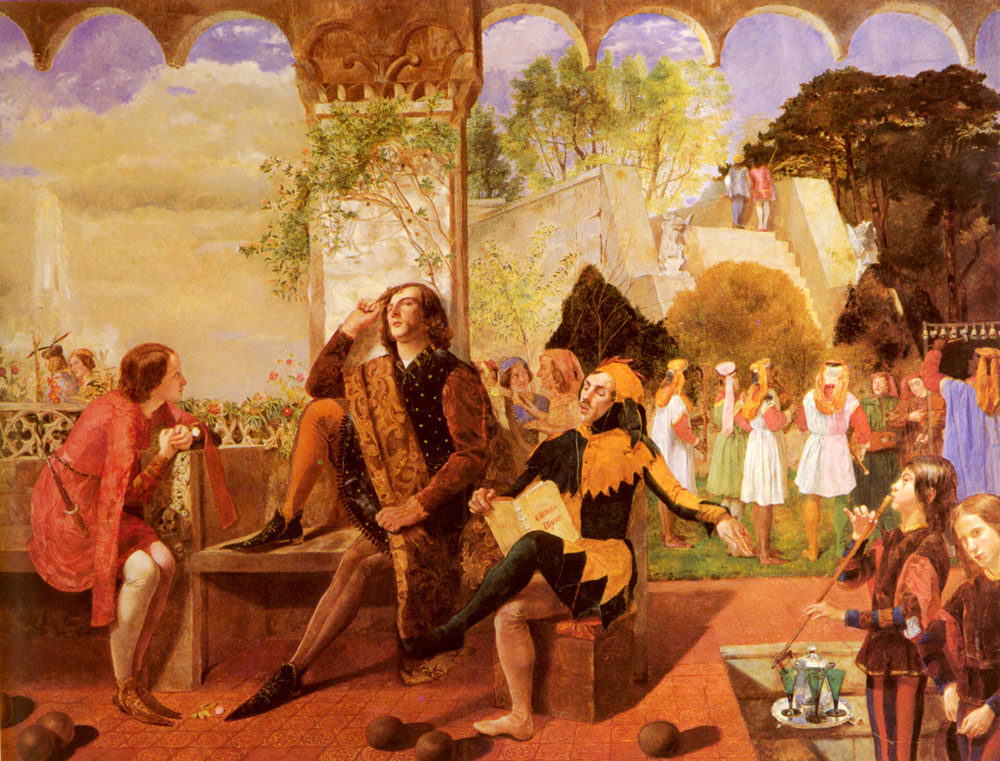
Pintura del acto II de la escena IV de la obra Twelfth Night que traducido al español signífica: La duodécima noche.

La obra teatral de William Shakespeare La duodécima noche fue escrita para ser interpretada como un entretenimiento de la Duodécima Noche. La primera actuación conocida tuvo lugar en el Middle Temple, uno de los Inns of Court de Londres, en la noche de la fiesta de la Candelaria, el 2 de febrero de 1602. La obra cuenta como una mujer de nombre Viola vive aventuras vestida de hombre y un siervo de nombre Malvolio se la pasa imaginando que puede convertirse en noble.
Las obras de La máscara de negrura y La máscara de belleza del escritor Ben Jonson se escribieron en el ambiente de las celebraciones de la Duodécima Noche.
El poema de Robert Herrick, Twelfe-Night, publicado en 1648, describe la elección de un rey y una reina durante la cena de Duodécima Noche.
El Cuento de Navidad de Charles Dickens, de 1843, menciona brevemente a una visita de Scrooge y al Espíritu de las Navidades Presentes a una fiesta para niños en la Duodécima Noche.
En el Capítulo 6 de la novela de William Harrison Ainsworth, Mervyn Clitheroe , la protagonista debe mantener el orden en su reino por una noche después de ser coronada como reina durante la Duodécima Noche.